# Flower Rock
「Flower Rock」は、FTISLANDの4枚目（メジャーでは1枚目）のシングル。

## 収録曲
1. Flower Rock(4:08)
作詞：Kaji Katsura・ホンギ・ジェジン・スンヒョン／作曲：corin.／編曲：平出悟
2. Revolution(4:09)
作詞：大塚利恵・ジェジン／作曲：藤澤慶昌／編曲：大島賢治
3. Wing(4:17)
作詞：Kaji Katsura・ジェジン／作曲：板垣祐介／編曲：大島賢治
4. Flower Rock (Instrumental)(4:05)